# Protarchaeopteryx
Protarchaeopteryx ist eine Gattung gefiederter, theropoder Dinosaurier aus der Gruppe der Oviraptorosauria aus der Unterkreide Südchinas. Die einzige Art Protarchaeopteryx robusta wurde im Jahr 1997 erstbeschrieben. Protarchaeopteryx war ein etwa truthahngroßer, zweibeinig laufender Maniraptore, der sich vermutlich pflanzlich ernährte oder ein Allesfresser war.

## Fund
Protarchaeopteryx ist durch ein unvollständiges Skelett bekannt (Holotypus, Katalognummer GMV2125). Schädel und Wirbelsäule sind schlecht erhalten, die Rippen fehlen gänzlich. Die Gliedmaßen sowie die Beckenregion sind jedoch vollständig erhalten. Der Fund stammt aus den ca. 128 bis 121 Millionen Jahre alten (spätes Barremium bis frühes Aptium) Sedimentgesteinen der Jianshangou-Beds der Yixian-Formation, einem Schichtglied der Jehol-Gruppe. Der Fundort des im Dezember 1996 entdeckten Fossils liegt westlich des Dorfes Sihetun im Bezirk Beipiaoshi in der chinesischen Provinz Liaoning.

## Namensgebung
Der Gattungsname Protarchaeopteryx („Erster alter Flügel“) kommt aus dem Altgriechischen und leitet sich von protos („erster“) und Archaeopteryx (arkhaios „alt“, pteryx „Flügel“) ab, da er von den Erstbeschreibern zunächst als ein naher aber primitiverer Verwandter des Urvogels Archaeopteryx gehalten wurde. Das Artepitheth robusta kommt aus dem Lateinischen und bedeutet so viel wie „robust“ oder „kraftvoll“ und spielt auf die kräftigen Hinterbeine des Tieres an.

## Merkmale
Protarchaeopteryx besaß ebenso wie Caudipteryx (aus Federschaft und Federfahne bestehende) „echte“ Federn an den Armen und am Schwanzende. Die Federn waren generell nicht länger als 5 cm, die erhaltenen Abschnitte der Schwanzfedern sind jedoch bis 10 cm lang – eine vollständige Schwanzfeder wäre vermutlich länger als 15 cm gewesen. Die Federn waren ebenso wie bei Caudipteryx, jedoch im Unterschied zu den Federn flugfähiger Vögel, symmetrisch. Von Ji und Ji zunächst als naher Verwandter des Urvogels Archaeopteryx beschrieben, wurde Protarchaeopteryx in Folge meist als gefiederter „Nichtvogeldinosaurier“ angesehen.
Folgende Skelettmerkmale hatte Protarchaeopteryx nach Zhou und Hou (2002) mit höheren Vögeln gemein:
- Schambein nach hinten rotiert mit einem Confuciusornis-ähnlichen Schambeinfuß
- rückwärtsgerichtete erste Fußzehe (Hallux)
- Wadenbein reduziert
- Elle beträchtlich dicker als Speiche
- Mittelhandknochen und Fingerglieder des 2. Fingers gegenüber denen der anderen Finger vergrößert.

Anders als Caudipteryx, aber ähnlich wie Incisivosaurus besaß Protarchaeopteryx eine außergewöhnliche heterodonte Bezahnung mit großen geraden Zähnen im vorderen Teil (Zwischenkieferbein) des Oberkiefers und viel kleineren im hinteren Oberkiefer (Maxillare) und im Unterkiefer.